# Сальваторе Фрезі
Сальваторе Фрезі (італ. Salvatore Fresi; нар. 18 січня 1973, Ла-Маддалена) — італійський футболіст, що грав на позиції захисника.
Виступав, зокрема, за клуби «Інтернаціонале» та «Ювентус», а також був учасником Олімпійських ігор 1996 року у Атланті.

## Клубна кар'єра
Вихованець клубів «Фіорентина» та «Фоджа». У 1993 році він почав професійну кар'єру в «Салернітані», якій допоміг вийти в Серію B. Через рік команда вилетіла назад, а Сальваторе перейшов у міланський «Інтернаціонале». 27 серпня 1995 року в матчі проти «Віченци» він дебютував у Серії А. З «неррадзурі» Фрезі завоював свій перший трофей — Кубок УЄФА. Він не завжди отримував місце в стартовому складі, тому двічі для набуття ігрової практики був відправлений в оренду — в рідну «Салернітану» і «Наполі», в кожному з яких провів по сезону.
У 2001 році Фрезі покинув «Інтер» і перейшов в «Болонью». Сезон, відіграний за новий клуб, став найкращим у кар'єрі Сальваторе.
Влітку 2002 року він прийняв запрошення «Ювентуса», проте закріпитись в команді не зумів через високу конкуренцію. За півтора року в Турині він додав до переліку своїх трофеїв титул чемпіона Італії і двічі ставав володарем Суперкубка Італії.
На початку 2004 року Фрезі на правах оренди перейшов в «Перуджу», яка за підсумками сезону вилетіла в Серію B.
Влітку 2004 року став гравцем «Катанії», що виступала в Серії В, проте закріпитись в команді не зумів і вже в кінці року перейшов у «Салернітану», з якою за підсумками того сезону вилетів у Серію С1, де також провів кілька матчів.
Завершив ігрову кар'єру 2006 року в клубі «Баттіпальєзе», що виступав у одній з регіональних ліг Італії.

## Виступи за збірні
Протягом 1994—1996 років залучався до складу молодіжної збірної Італії. У 1996 році Сальваторе в її складі виграв молодіжний чемпіонат Європи в Іспанії. Всього на молодіжному рівні зіграв у 17 офіційних матчах, забив 1 гол.
1996 року захищав кольори олімпійської збірної Італії на Олімпійських іграх 1996 року в Атланті. На турнірі він зіграв у матчах проти команд Мексики, Південної Кореї Гани, але італійці зайняли останнє місце в групі і покинули турнір.
У 1997—1998 роках викликався в розташування національної збірної Італії, але на поле в її формі так і не вийшов.

## Титули і досягнення
- Чемпіон Італії (1):

«Ювентус»: 2002-03
- Володар Суперкубка Італії з футболу (2):

«Ювентус»: 2002, 2003
- Володар Кубка УЄФА (1):

«Інтернаціонале»: 1997-98
- Чемпіон Європи (U-21): 1996